# Heteroclinus tristis
Heteroclinus tristis is een straalvinnige vissensoort uit de familie van beschubde slijmvissen (Clinidae). De wetenschappelijke naam van de soort is voor het eerst geldig gepubliceerd in 1872 door Klunzinger.